# Melanichneumon complicatus
Melanichneumon complicatus är en stekelart som beskrevs av Heinrich 1977. Melanichneumon complicatus ingår i släktet Melanichneumon och familjen brokparasitsteklar. Inga underarter finns listade i Catalogue of Life.